# 梁国汝
梁国汝（1997年10月25日—），广东高要人，中国女子赛艇运动员。她曾代表中国参加2018年世界赛艇锦标赛，获得女子轻量级四人双桨金牌。她也曾参加2018年亚洲运动会。